# Aanslagen in Catalonië op 17 en 18 augustus 2017
Op 17 en 18 augustus 2017 vonden twee terroristische aanslagen in Catalonië plaats. Er vielen 16 doden en meer dan 120 gewonden, van wie sommigen in levensgevaar verkeerden. Onder de slachtoffers bevonden zich mensen van 35 nationaliteiten.

## Aanslag in Barcelona
Rond 16.50 uur lokale tijd reed een witte bestelwagen voetgangers op de Ramblas in Barcelona omver. De bestelwagen reed vanaf de Plaça de Catalunya ongeveer 530 meter zigzaggend over het voetgangersgebied van de Ramblas.
Het was de dodelijkste aanslag in Spanje sinds de aanslagen in Madrid van 11 maart 2004.
Er werden twee verdachten gearresteerd. Islamitische Staat eiste de aanslag op. Onder de doden bevonden zich drie Duitsers, een Belg, twee Spanjaarden en een Italiaan.
De vermoedelijke bestuurder van de bestelwagen werd op 21 augustus in Subirats, op 50 kilometer van Barcelona, doodgeschoten.

## Tweede incident in Barcelona
Tijdens een tweede incident rond 19.24 uur raakten twee politieagenten gewond toen een man inreed op een politieblokkade op de Avinguda Diagonal met een witte Ford Focus. De auto werd vervolgens door de politie onder vuur genomen en korte tijd later teruggevonden in Sant Just Desvern, met op de achterbank een man die door messteken om het leven was gekomen. Door de politie werd deze man meegeteld als slachtoffer van de aanslag in Barcelona.

## Aanslag in Cambrils
Zo'n 6 uur later (rond 01.30 uur) werd in Cambrils een aanslag grotendeels verijdeld toen vijf terroristen met valse bomgordels werden neergeschoten. Zij reden, net als in Barcelona, in op het publiek. Zij werden uitgeschakeld voordat zij meerdere slachtoffers konden maken. Eén burgerslachtoffer overleed, en ook de terroristen kwamen om.

## Gasexplosie in Alcanar
Op 16 augustus omstreeks 23.00 uur – de nacht voorafgaand aan de aanslag in Barcelona – ontplofte een woning in Alcanar, waarbij drie personen om het leven kwamen, onder wie een imam uit Ripoll. De ontploffing was het gevolg van exploderende gasflessen gevuld met propaan en butaan. In de puinhopen vond de politie ruim honderd gasflessen en explosieven, alsook resten van de springstof TATP.